# (37026) 2000 UF6
2000 يو أف 6 (ويعرف أيضًا باسم (37026) 2000 يو أف 6 وفق تسمية الكوكب الصغير) (بالإنجليزية: 2000 UF6)‏ هو كويكب ضمن حزام الكويكبات؛ وترتيبه 37026 من حيث الاكتشاف.
اكتُشف هذا الجُرم الفلكي بواسطة بحث لنكولن عن الكويكبات القريبة من الأرض في 24 أكتوبر 2000.

## وصلات خارجية
- (37026) 2000 UF6 في قاعدة بيانات مختبر الدفع النفاث لأجرام النظام الشمسي الصغيرة

- الاكتشاف · مخطط المدار ·  العناصر المدارية · المعلمات المادية

- (37026) 2000 UF6 على موقع ويكي سكاي: DSS2, SDSS, GALEX, IRAS, Hydrogen α, X-Ray, Astrophoto, Sky Map, Articles and images